# Parque Presidente Nicolás Avellaneda
El Parque Presidente Nicolás Avellaneda o simplemente Parque Avellaneda es un tradicional parque ubicado en el barrio de Parque Avellaneda en la ciudad de Buenos Aires en Argentina. Se encuentra ubicado en Av. Directorio y Lacarra, en el centro del barrio que lleva su mismo nombre, y en sus casi 30 hectáreas alberga un patrimonio natural, histórico y cultural que lo constituye por su extensión en el tercer parque de la ciudad. En el parque hay diferentes especies de árboles y plantas donde habitan más de 25 especies de aves.

## Ubicación
El Parque Avellaneda se encuentra en el barrio homónimo, muy cerca de otros barrios como Floresta, Mataderos, Villa Lugano, Villa Luro, Liniers. Está delimitado por Av. Directorio, Lacarra, Gregorio de Laferrere, la Autopista Perito Moreno y un pequeño tramo de Dr. Florentino Ameghino.

## Historia

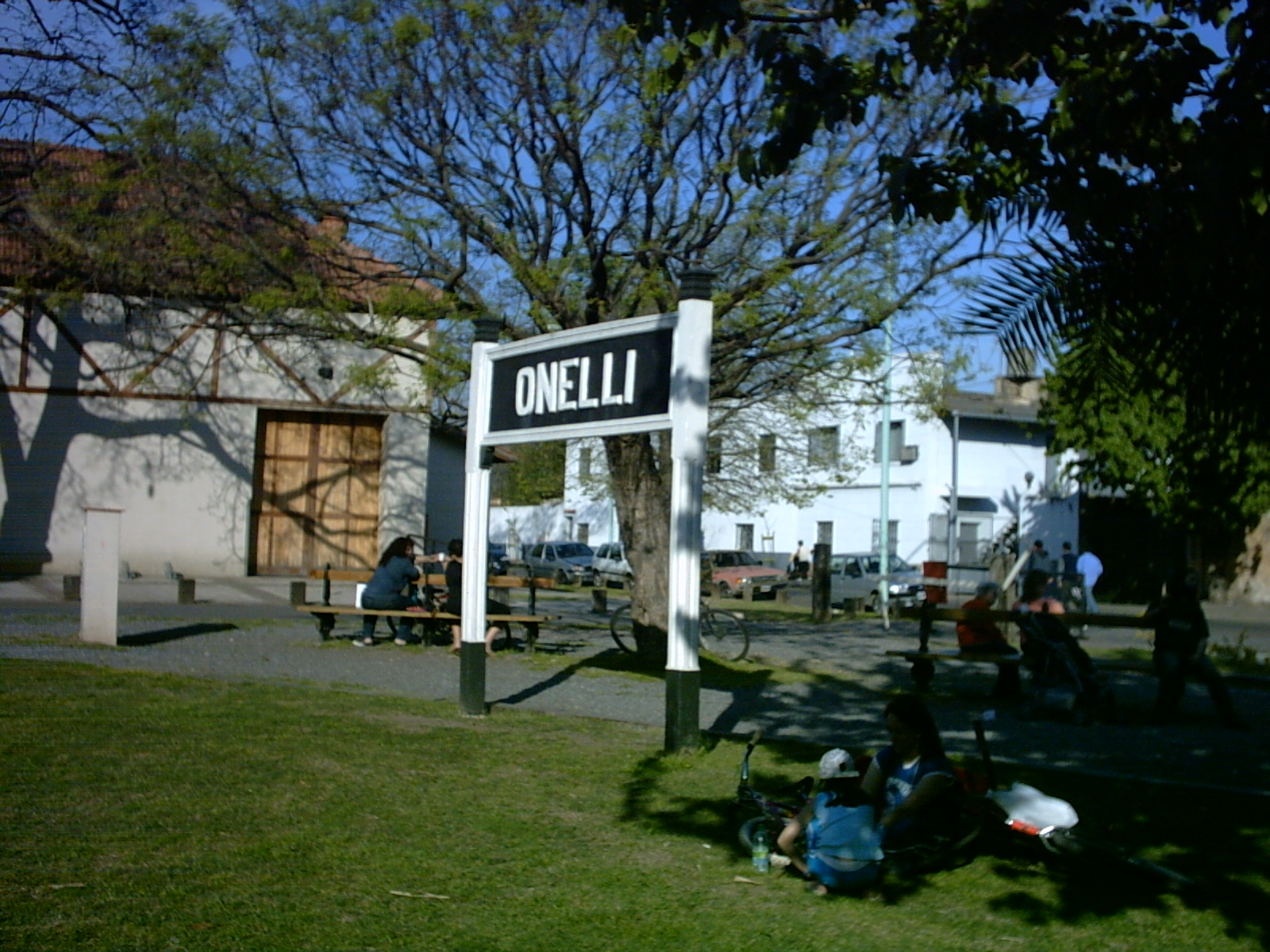
Cartel con nombre de la estación del tren que recorre el barrio.

Las reformas laicas del entonces ministro Bernardino Rivadavia en la década de 1820 implicaron la confiscación de varias propiedades eclesiásticas. Así, el predio de la Hermandad pasó a manos de la Sociedad de Damas de Beneficencia, quienes tomaron a su cargo el colegio de las huérfanas, hasta que en 1828 apareció un nuevo propietario. El Parque Domingo Olivera, nombre estipulado en la escritura de la venta, fue inaugurado el 28 de marzo de 1914 y, para noviembre del mismo año, se cambiaba su nombre por el que hoy en día lleva: Parque Presidente Nicolás Avellaneda.
Inaugurado en 1914 como Parque Olivera, este espacio transitó décadas de popularidad y esplendor enarbolando principios de acción social y solidaridad, atendiendo las necesidades de los más débiles. Luego de la fragmentación sufrida por la construcción de la autopista en los 70’ y los seguidos años de deterioro que lo llevaron hasta casi el abandono, el proceso de participación vecinal y la instalación del sistema innovador de gestión asociada, compuesta por vecinos y el gobierno, permite observar una plena recuperación tanto en las áreas verdes de uso público como en la generación de proyectos y obras. La Unidad Ambiental y de Gestión Parque Avellaneda se encuentra bajo la dependencia de la Dirección General de Gestión Ambiental, impulsa el Plan de Manejo, aplica la Ley 1153 y desarrolla las Estrategias de Gestión, Cultura, Ecología, Deportes, Urbano y Redes, promocionando actividades, cursos, talleres, visitas guiadas y seminarios abiertos para toda la ciudadanía.
El Parque tiene un poco más de 30 hectáreas, mientras que originalmente la Chacra de los Remedios se extendía a lo largo de unas 1200 hectáreas: limitaba, al norte, con el arroyo Maldonado; al sur, con el Riachuelo y al este y al oeste, con las actuales avenidas Lacarra y Escalada.

## Características
La Casona de los Olivera como sede de la Administración y Centro de Exposiciones, el Antiguo Natatorio como Centro de Producción Cultural y a su vez es una Escuela Media de Construcción (llamada Ernesto Che Guevarra) ponen en valor a sus edificios históricos y rincones más significativos.
Además del área parquizada, se encuentra el antiguo casco de la estancia, un pequeño ferrocarril que lo recorre, un polideportivo y el antiguo Centro de Artes Escénicas llamado Tambo.

### Riqueza natural
La riqueza natural manifestada en su flora y avifauna, los cursos medioambientales, el trabajo en red y la vasta actividad educativa y cultural desarrollada en los últimos tiempos, lo convierten en un parque que transita su propio camino al centenario por medio de la recuperación del pasado, la redefinición del presente y la planificación del futuro.Contiene 40 árboles Senna Carnaval, siendo el primer Parque con este flora y siendo parte del plan de Forestación impulsado por la Comuna 9 y premiado por la Legislatura Porteña.

### El Tambo
En 1927 fue pionero en la conservación y abastecimiento de grandes cantidades de leche al pueblo de San José de Flores, a través de una innovadora cámara frigorífica. Obra pintoresquista, con mampuestos de madera que cumplen una función ornamental siendo la estructura de cemento. Techos de tejas a dos aguas.

### Jardín de meditación
En 1927 el Patio de Juegos fue inaugurado con el lema Motus est vita (‘el movimiento es vida’) que todavía se lee en el piso de la entrada; vida al aire libre, juegos, y deportes. Fue un modelo para Sudamérica. Grandes toboganes, hoy desaparecidos y diversidad de propuestas para las diferentes edades. Hay dos tesoros: cancha de rayuela y cancha de bolitas, que aún hoy invitan al juego y desafían campeones. La variedad y multiplicidad de especies vegetales provienen de los tiempos en que se transformó en centro de experimentación e intercambio de semillas con otros viveros del mundo. En 2002 se utiliza como un espacio para actividades tranquilas: contemplación, narrar y leer cuentos, reflexionar, etc.

### Esculturas y obras
Se pueden apreciar esculturas en madera y mármol y obras que desde hace años habitaban en el parque. Al tocar las obras los visitantes pueden contactarse en forma directa con las obras en un entorno que conjuga belleza natural y artística.

### Polideportivo
Fue construido en la década del 70. Posee amplios gimnasios, pista de atletismo al aire libre, piletas de natación descubiertas, canchas de fútbol y una oferta de actividades deportivas. Fue elaborado por el Grupo de trabajo de Educación del Parque Avellaneda.tiene 700 metros del circuito aeróbico de Parque Avellaneda.

### Tren de la alegría
El popular "trencito" del parque Avellaneda comenzó a funcionar en 1932 en el extenso jardín tras un breve paso por el zoológico municipal. Con los años se convirtió en un ícono para generaciones de vecinos y turistas que lo disfrutaron. A lo largo de su recorrido, durante 15 minutos de viaje, los pasajeros podían pasear de manera gratuita por todos los rincones históricos y naturales del parque.